# Moschettone

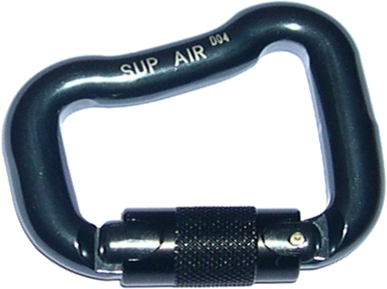
Moschettone automatico per il Parapendio

Il moschettone è un anello di metallo incompleto per permettere l'apertura e la chiusura dello stesso. Di forma diversa, presenta un lato apribile tramite una leva che può essere fermata da una ghiera. Può essere di acciaio oppure leghe leggere.
Viene usato laddove c'è necessità di unire due elementi in maniera rapida sicura e riutilizzabile, per questo è usato spesso per sport quali arrampicata, alpinismo, parapendio, speleologia ma anche, ad esempio, in edilizia nelle imbracature anticaduta.
Nelle più moderne trattazioni arrampicatorie e alpinistiche (per esempio il Manuale di Alpinismo su Roccia edito nel 2008 dal CAI), così come in tutte le normative italiane e comunitarie, il termine "moschettone" lascia il posto al più corretto "connettore".

## Storia

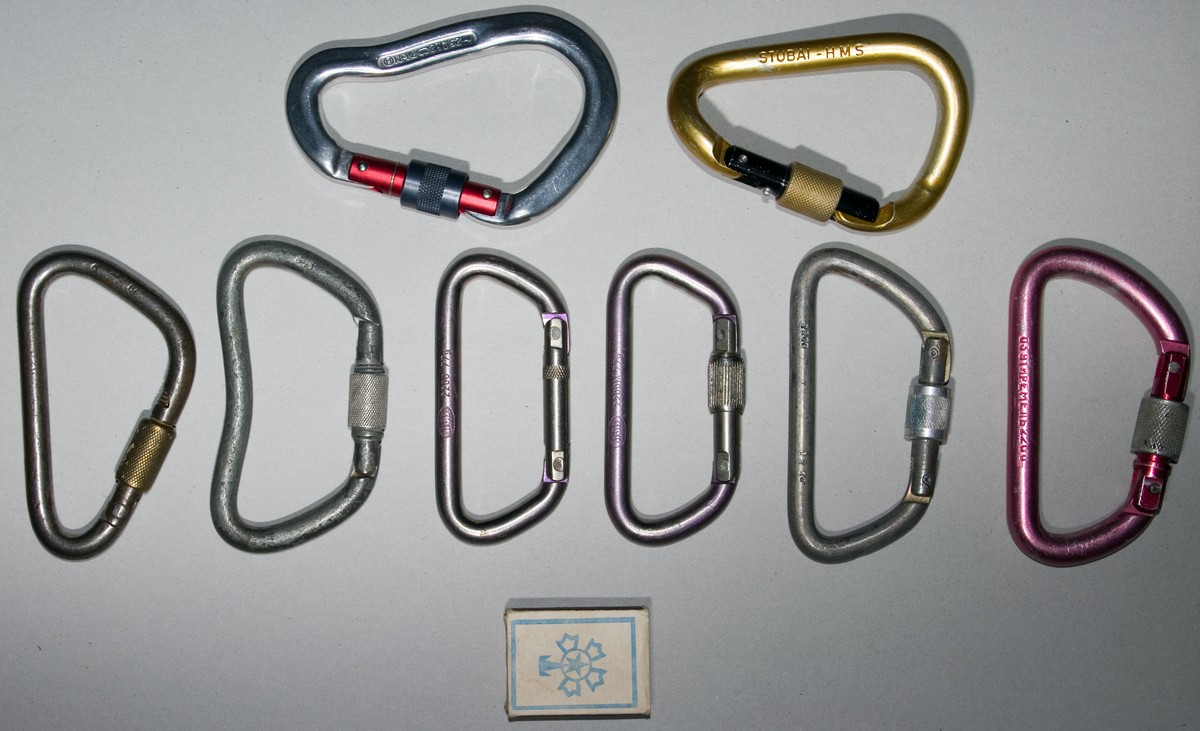
Moschettoni vecchi e recenti

Il moschettone nacque intorno al 1600 per poter chiudere in maniera rapida la bandoliera dei fucili (appunto i moschetti, da cui deriva il nome). Successivamente, venne utilizzato in agricoltura, in oreficeria, nonché dai pompieri; fu probabilmente dai pompieri che l'utilizzo dei moschettoni si estese all'alpinismo.
I primi utilizzi dei moschettoni in alpinismo e arrampicata risalgono alla fine dell'Ottocento. Il mito secondo cui furono inventati o sviluppati dallo scalatore tedesco Otto Herzog è stato smentito.
Negli anni tra le due guerre mondiali i moschettoni, ancora in acciaio e con forma a pera od ovale, furono utilizzati soprattutto nell'arrampicata, mentre l'utilizzo su scalata classica era limitato a causa del peso.
Le maggiori innovazioni avvennero dopo la fine della seconda guerra mondiale. Un primo grosso passo avanti fu la nascita di moschettoni studiati appositamente per uso arrampicatorio e alpinistico, ad opera di Riccardo Cassin e di Felice Bonaiti, che per primi studiarono anche a livello teorico i carichi sul moschettone, ed inventarono i moschettoni asimmetrici e con forma a "D". Altra grande innovazione fu l'utilizzo di lega leggera (essenzialmente ergal di derivazione aeronautica) per i moschettoni; in questo campo, il precursore fu il francese Pierre Allain, già famoso per le pedule da arrampicata ed il discensore ad otto.
Da allora non vi furono grosse innovazioni nei materiali, mentre vi furono ancora notevoli sviluppi nella forma (moschettoni a leva curva, "a pancia", etc.) ed in alcuni dettagli (leva a chiusura automatica a scatto).

## Specifiche tecniche

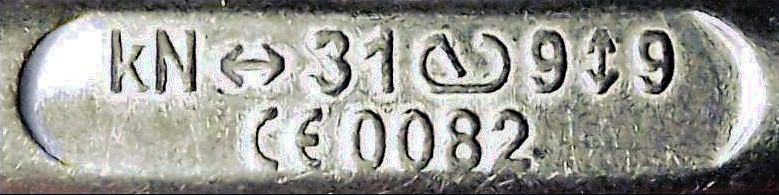
Marcatura CE e specifiche di resistenza

I moschettoni per arrampicata e alpinismo, così come quelli per uso lavorativo e civile, sono considerati dispositivi di protezione individuale e sono certificati secondo le norme del CEN (norma EN 12275),; i moschettoni per arrampicata e alpinismo, inoltre, possono fregiarsi anche di una certificazione UIAA: quest'ultima prevede, in alcuni casi, carichi di rottura leggermente maggiori (ponendo dunque vincoli maggiormente restrittivi alle case produttrici). Resta inteso che, per il fabbricante, la marcatura CE (nome EN) è obbligatoria, mentre quella UIAA è del tutto facoltativa.
Secondo la norma UIAA 121, il carico di rottura longitudinale (cioè nella stessa direzione del lato lungo del moschettone) a leva chiusa può variare tra 18 e 25 kN, quello longitudinale a leva aperta tra 5 e 7 kN, e quello in direzione trasversale tra 7 e 10 kN, a seconda del tipo di moschettone. Vi sono comunque moschettoni con carichi di rottura diversificati, secondo le esigenze.

## Tipologia

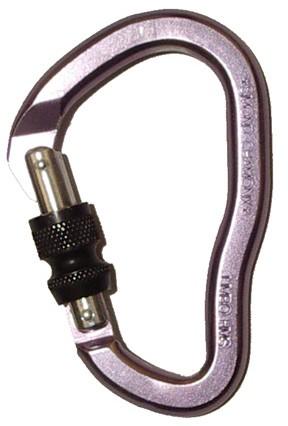
Moschettone con ghiera a vite

### Moschettoni a ghiera
I moschettoni si possono dividere in due gruppi: senza ghiera e con ghiera.
La ghiera può essere a vite oppure con chiusura a scatto, comandata da una molla; questo sistema serve, una volta chiuso, ad impedire un'apertura accidentale della leva del moschettone. Ciò risulta vantaggioso per l'auto assicurazione in sosta e nelle manovre di cordata.
Infatti se il moschettone fosse posizionato rivolgendo il braccio con la leva a contatto con la parete rocciosa (cosa sconsigliata), con il movimento del moschettone stesso, la leva potrebbe aprirsi, generando una situazione di rischio o addirittura di caduta dell'utilizzatore. Una leva bloccata con ghiera permette di superare questo problema.

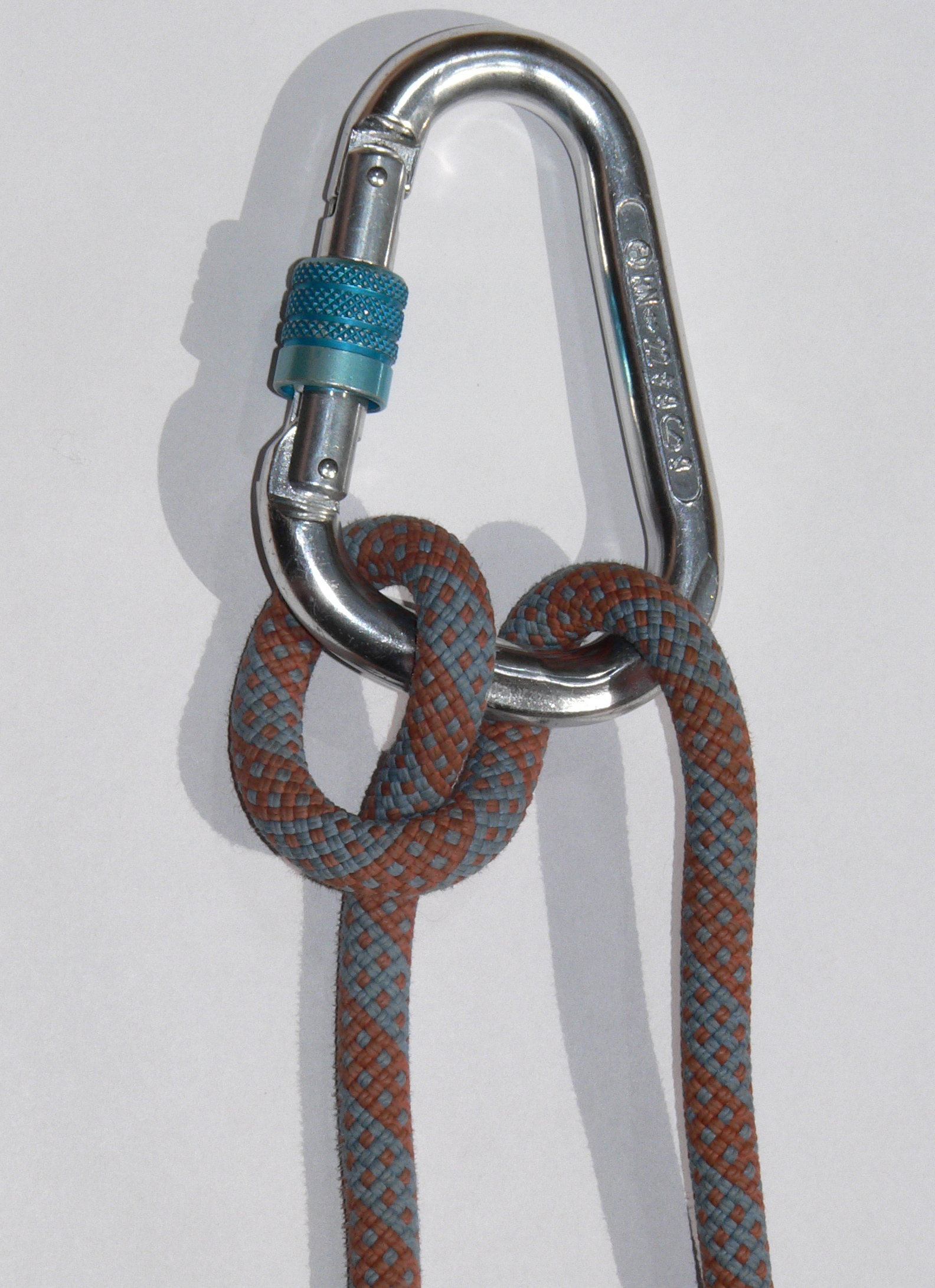
moschettone a pera usato per nodo mezzo barcaiolo.

Il moschettone senza ghiera, più leggero, è preferito in quei casi in cui si è ragionevolmente sicuri che non si avrà rischio di apertura accidentale, oppure se quest'ultima è un evento poco rischioso. Viene utilizzato ad esempio per appendere oggetti allo zaino o all'imbragatura, ma si utilizzano anche sui rinvii da arrampicata.

### Moschettoni a pera o HMS
Un tipo di moschettoni è detto "a pera" perché la loro forma trapezoidale ricorda questo frutto.
HMS è l'acronimo del termine tedesco Halbmastwurf-Sicherung, che significa "Assicurazione tramite tecnica del mezzo barcaiolo". Questo tipo di moschettone è infatti l'unico che permette di utilizzare con agilità questo nodo per fare sicura, in quanto la parte larga ha sufficiente spazio per far scorrere la corda e "ribaltare il nodo" (il mezzo barcaiolo si ribalta quando si inverte il senso di scorrimento della corda). La parte stretta invece consente una buona stabilità del moschettone stesso, che si traduce in una manovrabilità maggiore del nodo.

## Fabbricante
- Kong
- Camp
- Grivel
- Salewa
- Petzl
- Black Diamond
- climbing technology
- DMM